# Fredericksburg (Iowa)
Pour les articles homonymes, voir Fredericksburg, Fredericks (homonymie) et Burg.
Fredericksburg est une ville du comté de Chickasaw, en Iowa, aux États-Unis. Elle est incorporée le 18 décembre 1894. 

## Source de la traduction
- (en) Cet article est partiellement ou en totalité issu de l’article de Wikipédia en anglais intitulé « Fredericksburg, Iowa » (voir la liste des auteurs).